# وزارة مصطفى مدبولي الأولى
وزارة مصطفى مدبولي الأولى هي الوزارة الرابعة والعشرون بعد المائة في تاريخ مصر، كلف مصطفى مدبولي بتشكيل وزارته الأولى في 7 يونيو 2018، فيما صدر قرار التشكيل الوزاري وأدت الوزارة اليمين الدستورية في 14 يونيو 2018. وذلك بعد تقديم رئيس الوزراء شريف إسماعيل استقالة حكومته في 5 يونيو 2018، عقب تأدية الرئيس عبد الفتاح السيسي اليمين الدستورية لفترته الرئاسية الثانية في 2 يونيو 2018.
استقالت وزارة مصطفى مدبولي الأولى في 3 يونيو 2024 عقب انتهاء الانتخابات الرئاسية في 18 ديسمبر 2023 وأداء الرئيس عبد الفتاح السيسي اليمين الدستورية لفترة رئاسية ثالثة في 2 أبريل 2024. وتم تكليف الدكتور مصطفى مدبولي بتشكيل حكومة ثانية.

## أعضاء الحكومة
ملاحظات:
- تبدأ مدة الوزارة من تاريخ العمل بقرار رئيس الجمهورية الصادر بتشكيل الوزارة.
- تنتهي مدة الوزارة في تاريخ استقالة الوزارة بينما يستمر بعدها التشكيل الوزاري في تسيير الأعمال لحين صدور قرار تشكيل الوزارة الجديدة.

| المنصب                                                   | شاغل المنصب                       | الحزب | الحزب | تولى المنصب | تولى المنصب | غادر المنصب              | غادر المنصب              |
| المنصب                                                   | شاغل المنصب                       | الحزب | الحزب | في | وزارة | في                       | وزارة                    |
| -------------------------------------------------------- | --------------------------------- | ----- | ----- | --- | --- | ------------------------ | ------------------------ |
| رئيس مجلس الوزراء                                        | مصطفى مدبولي                      | مستقل |       | 14 يونيو 2018 | 14 يونيو 2018 | في المنصب                | في المنصب                |
| الوزير المختص بشئون الاستثمار                            | مصطفى مدبولي                      | مستقل |       | 22 ديسمبر 2019 | تعديل وزاري | 3 يونيو 2024             | 3 يونيو 2024             |
| الوزير المختص بشئون الإصلاح الإداري                      | مصطفى مدبولي                      | مستقل |       | 22 ديسمبر 2019 | تعديل وزاري | في المنصب                | في المنصب                |
| الإسكان والمرافق والمجتمعات العمرانية                    | مصطفى مدبولي                      | مستقل |       | 1 مارس 2014 | وزارة إبراهيم محلب الأولى | 13 فبراير 2019           | تعديل وزاري              |
| الإسكان والمرافق والمجتمعات العمرانية                    | عاصم الجزار                       | مستقل |       | 14 فبراير 2019 | تعديل وزاري | 3 يونيو 2024             | 3 يونيو 2024             |
| الدفاع والإنتاج الحربي                                   | محمد زكي                          | عسكري |       | 14 يونيو 2018 | 14 يونيو 2018 | 3 يونيو 2024             | 3 يونيو 2024             |
| الأوقاف                                                  | محمد مختار جمعة                   | مستقل |       | 16 يوليو 2013 | وزارة حازم الببلاوي | 3 يونيو 2024             | 3 يونيو 2024             |
| الكهرباء والطاقة المتجددة                                | محمد شاكر المرقبي                 | مستقل |       | 1 مارس 2014 | وزارة إبراهيم محلب الأولى | 3 يونيو 2024             | 3 يونيو 2024             |
| التضامن الاجتماعي                                        | غادة والي                         | مستقل |       | 1 مارس 2014 | وزارة إبراهيم محلب الأولى | 21 نوفمبر 2019           | تعديل وزاري              |
| التضامن الاجتماعي                                        | \| \|نيفين القباج                 | مستقل |       | 22 ديسمبر 2019 | تعديل وزاري | 3 يونيو 2024             | 3 يونيو 2024             |
| الخارجية                                                 | سامح شكري                         | مستقل |       | 17 يونيو 2014 | وزارة إبراهيم محلب الثانية | 3 يونيو 2024             | 3 يونيو 2024             |
| الاستثمار والتعاون الدولي                                | سحر نصر                           | مستقل |       | 19 سبتمبر 2015 "وزيرة التعاون الدولي - وزارة شريف إسماعيل"16 فبراير 2017 "وزيرة الإستثمار والتعاون الدولي - وزارة شريف إسماعيل" | 19 سبتمبر 2015 "وزيرة التعاون الدولي - وزارة شريف إسماعيل"16 فبراير 2017 "وزيرة الإستثمار والتعاون الدولي - وزارة شريف إسماعيل" | 22 ديسمبر 2019           | تعديل وزاري              |
| التعاون الدولي                                           | رانيا المشاط                      | مستقل |       | 22 ديسمبر 2019 | تعديل وزاري | في المنصب                | في المنصب                |
| البترول والثروة المعدنية                                 | طارق الملا                        | مستقل |       | 19 سبتمبر 2015 | وزارة شريف إسماعيل | 3 يونيو 2024             | 3 يونيو 2024             |
| العدل                                                    | محمد حسام عبد الرحيم              | مستقل |       | 23 مارس 2016 | وزارة شريف إسماعيل | 22 ديسمبر 2019           | تعديل وزاري              |
| العدل                                                    | عمر مروان                         | مستقل |       | 22 ديسمبر 2019 | تعديل وزاري | 3 يونيو 2024             | 3 يونيو 2024             |
| الموارد المائية والري                                    | محمد عبد العاطي                   | مستقل |       | 23 مارس 2016 | وزارة شريف إسماعيل | 13 أغسطس 2022            | تعديل وزاري              |
| الموارد المائية والري                                    | هاني سويلم                        | مستقل |       | 13 أغسطس 2022 | تعديل وزاري | في المنصب                | في المنصب                |
| السياحة                                                  | رانيا المشاط                      | مستقل |       | 14 يناير 2018 | تعديل وزاري | 22 ديسمبر 2019           | تعديل وزاري              |
| الآثار                                                   | خالد العناني                      | مستقل |       | 23 مارس 2016 | وزارة شريف إسماعيل | 22 ديسمبر 2019           | تعديل وزاري              |
| السياحة والآثار                                          | خالد العناني                      | مستقل |       | 22 ديسمبر 2019 | تعديل وزاري | 13 أغسطس 2022            | تعديل وزاري              |
| السياحة والآثار                                          | أحمد عيسى أبو حسين                | مستقل |       | 13 أغسطس 2022 | تعديل وزاري | 3 يونيو 2024             | 3 يونيو 2024             |
| القوى العاملة                                            | محمد سعفان                        | مستقل |       | 23 مارس 2016 | وزارة شريف إسماعيل | 13 أغسطس 2022            | تعديل وزاري              |
| القوى العاملة تغير اسمها في 2 يونيو 2023 إلى وزارة العمل | حسن محمد حسن شحاتة                | مستقل |       | 13 أغسطس 2022 | تعديل وزاري | 3 يونيو 2024             | 3 يونيو 2024             |
| التموين والتجارة الداخلية                                | علي المصليحي                      | مستقل |       | 16 فبراير 2017 | وزارة شريف إسماعيل | 3 يونيو 2024             | 3 يونيو 2024             |
| الشئون القانونية ومجلس النواب                            | عمر مروان                         | مستقل |       | 16 فبراير 2017 | وزارة شريف إسماعيل | 22 ديسمبر 2019           | تعديل وزاري              |
| شئون المجالس النيابية                                    | علاء الدين فؤاد السيد أبو حسن     | مستقل |       | 22 ديسمبر 2019 | تعديل وزاري | 3 يونيو 2024             | 3 يونيو 2024             |
| التربية والتعليم والتعليم الفني                          | طارق شوقي                         | مستقل |       | 16 فبراير 2017 | وزارة شريف إسماعيل | 13 أغسطس 2022            | تعديل وزاري              |
| التربية والتعليم والتعليم الفني                          | رضا حجازي                         | مستقل |       | 13 أغسطس 2022 | تعديل وزاري | 3 يونيو 2024             | 3 يونيو 2024             |
| التعليم العالي والبحث العلمي                             | خالد عاطف عبد الغفار              | مستقل |       | 16 فبراير 2017 | وزارة شريف إسماعيل | 13 أغسطس 2022            | تعديل وزاري              |
| التعليم العالي والبحث العلمي                             | محمد أيمن عاشور                   | مستقل |       | 13 أغسطس 2022 | تعديل وزاري | في المنصب                | في المنصب                |
| التخطيط والمتابعة والإصلاح الإداري                       | هالة حلمي السعيد                  | مستقل |       | 16 فبراير 2017 | وزارة شريف إسماعيل | 22 ديسمبر 2019           | تعديل وزاري              |
| التخطيط والتنمية الاقتصادية                              | هالة حلمي السعيد                  | مستقل |       | 22 ديسمبر 2019 | تعديل وزاري | 3 يونيو 2024             | 3 يونيو 2024             |
| النقل                                                    | هشام عرفات                        | مستقل |       | 16 فبراير 2017 | وزارة شريف إسماعيل | 27 فبراير 2019 "استقالة" | 27 فبراير 2019 "استقالة" |
| النقل                                                    | محمد شاكر المرقبي (قائم بالأعمال) | مستقل |       | 27 فبراير 2019 | 27 فبراير 2019 | 11 مارس 2019             | تعديل وزاري              |
| النقل                                                    | كامل الوزير                       | مستقل |       | 11 مارس 2019 | تعديل وزاري | في المنصب                | في المنصب                |
| الثقافة                                                  | إيناس عبد الدايم                  | مستقل |       | 14 يناير 2018 | وزارة شريف إسماعيل | 13 أغسطس 2022            | تعديل وزاري              |
| الثقافة                                                  | نيفين الكيلاني                    | مستقل |       | 13 أغسطس 2022 | تعديل وزاري | 3 يونيو 2024             | 3 يونيو 2024             |
| المالية                                                  | محمد معيط                         | مستقل |       | 14 يونيو 2018 | 14 يونيو 2018 | 3 يونيو 2024             | 3 يونيو 2024             |
| الطيران المدني                                           | يونس حامد المصري                  | مستقل |       | 14 يونيو 2018 | 14 يونيو 2018 | 22 ديسمبر 2019           | تعديل وزاري              |
| الطيران المدني                                           | محمد منار كمال عبد الحميد عنبة    | مستقل |       | 22 ديسمبر 2019 | تعديل وزاري | 13 أغسطس 2022            | تعديل وزاري              |
| الطيران المدني                                           | محمد عباس                         | مستقل |       | 13 أغسطس 2022 | تعديل وزاري | 3 يونيو 2024             | 3 يونيو 2024             |
| التنمية المحلية                                          | محمود شعراوي                      | مستقل |       | 14 يونيو 2018 | 14 يونيو 2018 | 13 أغسطس 2022            | تعديل وزاري              |
| التنمية المحلية                                          | هشام آمنة                         | مستقل |       | 13 أغسطس 2022 | تعديل وزاري | 3 يونيو 2024             | 3 يونيو 2024             |
| الداخلية                                                 | محمود توفيق                       | عسكري |       | 14 يونيو 2018 | 14 يونيو 2018 | في المنصب                | في المنصب                |
| الصحة والسكان                                            | هالة زايد                         | مستقل |       | 14 يونيو 2018 | 14 يونيو 2018 | 29 أكتوبر 2021^          | 29 أكتوبر 2021^          |
| الصحة والسكان                                            | خالد عبد الغفار (قائم بالأعمال)   | مستقل |       | 29 أكتوبر 2021 | 29 أكتوبر 2021 | 13 أغسطس 2022            | تعديل وزاري              |
| الصحة والسكان                                            | خالد عبد الغفار                   | مستقل |       | 13 أغسطس 2022 | تعديل وزاري | في المنصب                | في المنصب                |
| البيئة                                                   | ياسمين فؤاد                       | مستقل |       | 14 يونيو 2018 | 14 يونيو 2018 | في المنصب                | في المنصب                |
| الزراعة واستصلاح الأراضي                                 | عز الدين عمر أبو ستيت             | مستقل |       | 14 يونيو 2018 | 14 يونيو 2018 | 22 ديسمبر 2019           | تعديل وزاري              |
| الزراعة واستصلاح الأراضي                                 | السيد مرزوق القصير                | مستقل |       | 22 ديسمبر 2019 | تعديل وزاري | 3 يونيو 2024             | 3 يونيو 2024             |
| الاتصالات وتكنولوجيا المعلومات                           | عمرو طلعت                         | مستقل |       | 14 يونيو 2018 | 14 يونيو 2018 | في المنصب                | في المنصب                |
| الشباب والرياضة                                          | أشرف صبحي                         | مستقل |       | 14 يونيو 2018 | 14 يونيو 2018 | في المنصب                | في المنصب                |
| التجارة والصناعة                                         | عمرو عادل بيومى نصار              | مستقل |       | 14 يونيو 2018 | 14 يونيو 2018 | 22 ديسمبر 2019           | تعديل وزاري              |
| التجارة والصناعة                                         | نيفين جامع                        | مستقل |       | 22 ديسمبر 2019 | تعديل وزاري | 13 أغسطس 2022            | تعديل وزاري              |
| التجارة والصناعة                                         | أحمد سمير                         | مستقل |       | 13 أغسطس 2022 | تعديل وزاري | 3 يونيو 2024             | 3 يونيو 2024             |
| قطاع الأعمال العام                                       | هشام أنور توفيق                   | مستقل |       | 14 يونيو 2018 | 14 يونيو 2018 | 13 أغسطس 2022            | تعديل وزاري              |
| قطاع الأعمال العام                                       | محمود عصمت                        | مستقل |       | 13 أغسطس 2022 | تعديل وزاري | 3 يونيو 2024             | 3 يونيو 2024             |
| الدولة للإنتاج الحربي                                    | محمد العصار                       | عسكري |       | 19 سبتمبر 2015 | وزارة شريف إسماعيل | 6 يوليو 2020 "وفاة"      | 6 يوليو 2020 "وفاة"      |
| الدولة للإنتاج الحربي                                    | محمد أحمد مرسي                    | عسكري |       | 19 يوليو 2020 | تعديل وزاري | 13 أغسطس 2022            | تعديل وزاري              |
| الدولة للإنتاج الحربي                                    | محمد صلاح مصطفى                   | عسكري |       | 13 أغسطس 2022 | تعديل وزاري | في المنصب                | في المنصب                |
| الدولة للهجرة وشئون المصريين بالخارج                     | نبيلة مكرم                        | مستقل |       | 19 سبتمبر 2015 | وزارة شريف إسماعيل | 13 أغسطس 2022            | تعديل وزاري              |
| الدولة للهجرة وشئون المصريين بالخارج                     | سها جندي                          | مستقل |       | 13 أغسطس 2022 | تعديل وزاري | 3 يونيو 2024             | 3 يونيو 2024             |
| الدولة للإعلام                                           | أسامة هيكل                        | مستقل |       | 22 ديسمبر 2019 | تعديل وزاري | 25 أبريل 2021 "استقالة"  | 25 أبريل 2021 "استقالة"  |
|                                                          |                                   |       |       | | |                          |                          |

## تعديلات
- في 14 فبراير 2019 صدر قرار رئيس الجمهورية رقم 94 لسنة 2019 بتعيين عاصم عبد الحميد حافظ الجزار وزيراً للإسكان والمرافق والمجتمعات العمرانية.[6]
- في 27 فبراير 2019 صدر قرار رئيس مجلس الوزراء رقم 539 لسنة 2019 بقبول استقالة وزير النقل هشام عرفات مهدي أحمد.[7]
- في 27 فبراير 2019 صدر قرار رئيس مجلس الوزراء رقم 541 لسنة 2019 بتكليف محمد شاكر المرقبي وزير الكهرباء والطاقة بالقيام مؤقتًا بمهام وزير النقل بالإضافة إلى مهام منصبه.[8]
- في 11 مارس 2019 صدر قرار رئيس الجمهورية رقم 134 لسنة 2019 بتعيين كامل عبد الهادي فرج الوزير وزيرا للنقل.[9]
- في 22 ديسمبر 2019 صدر قرار رئيس الجمهورية رقم 655 لسنة 2019 بكون مصطفى كمال مدبولي محمد الوزير المختص بشئون الاستثمار والوزير المختص بشئون الإصلاح الإداري بالإضافة لمهام منصبه، وتعيين الوزراء التالية أسماءهم:[10]
  - خالد أحمد العناني علي عز وزيراً للسياحة والآثار
  - عمر الخطاب مروان عبد الله عرفة وزيراً للعدل
  - هالة حلمي السعيد يونس وزيرة للتخطيط والتنمية الاقتصادية
  - رانيا عبد المنعم محمد إبراهيم المشاط، وزيرة للتعاون الدولي
  - أسامة حسن عطوة هيكل، وزير دولة للإعلام.
  - محمد منار كمال عبد الحميد عنبة وزيراً للطيران المدني
  - نيفين رياض عبد المجيد القباج وزيرة للتضامن الاجتماعي.
  - السيد محمد مرزوق القصير وزيراً للزراعة واستصلاح الأراضي
  - نيفين عصام الدين حسن جامع وزيرة للتجارة والصناعة
  - علاء الدين فؤاد السيد أبو حسن وزيراً لشئون المجالس النيابية
- في 19 يوليو 2020 صدر قرار رئيس الجمهورية رقم 400 لسنة 2020 بتعيين محمد أحمد مرسي خلف الله وزير دولة للإنتاج الحربي.[11]
- في 25 أبريل 2021 صدر قرار رئيس مجلس الوزراء رقم 891 لسنة 2021 القاضي بقبول الاستقالة المقدمة من وزير الدولة للإعلام أسامة حسن عطوة هيكل.[12]
- في 28 أكتوبر 2021 صدر قرار رئيس مجلس الوزراء رقم 2901 لسنة 2021 القاضي بتكليف وزير التعليم العالي والبحث العلمي خالد عاطف عبد الغفار محمد بأعمال وزيرة الصحة والسكان هالة مصطفى السيد زايد لحين شفائها.[13]
- في 13 أغسطس 2022 صدر قرار رئيس الجمهورية رقم 361 لسنة 2022 بتعيين الوزراء التالية أسمائهم وأدوا اليمين في 14 أغسطس 2022:[14][15][16]
  - خالد عاطف عبد الغفار محمد وزيراً للصحة والسكان
  - هشام عبد الغني عبد العزيز آمنة وزيراً للتنمية المحلية
  - محمد عباس حلمي هاشم وزيراً للطيران المدني
  - محمد أيمن أحمد عاشور وزيراً للتعليم العالي والبحث العلمي
  - رضا السيد محمود حجازي وزيراً للتربية والتعليم والتعليم الفني
  - محمد محمد صلاح الدين وزير دولة للإنتاج الحربي
  - سها سمير ناشد جندي وزيرة دولة للهجرة وشئون المصريين بالخارج
  - نيفين يوسف محمد الكيلاني وزيرة للثقافة
  - هاني عاطف نبهان سويلم وزيراً للموارد المائية والري
  - محمود مصطفى كمال عصمت وزيراً لقطاع الأعمال العام
  - أحمد سمير محمود علي صالح وزيراً للتجارة والصناعة
  - حسن محمد حسن شحاتة وزيراً للقوى العاملة
  - أحمد عيسى طه عيسى أبو حسين وزيراً للسياحة والآثار
- في 2 يونيو 2023 صدر قرار رئيس مجلس الوزراء رقم 2103 لسنة 2023 بتغيير اسم وزارة القوى العاملة إلى وزارة العمل.[17]